# Incinerație

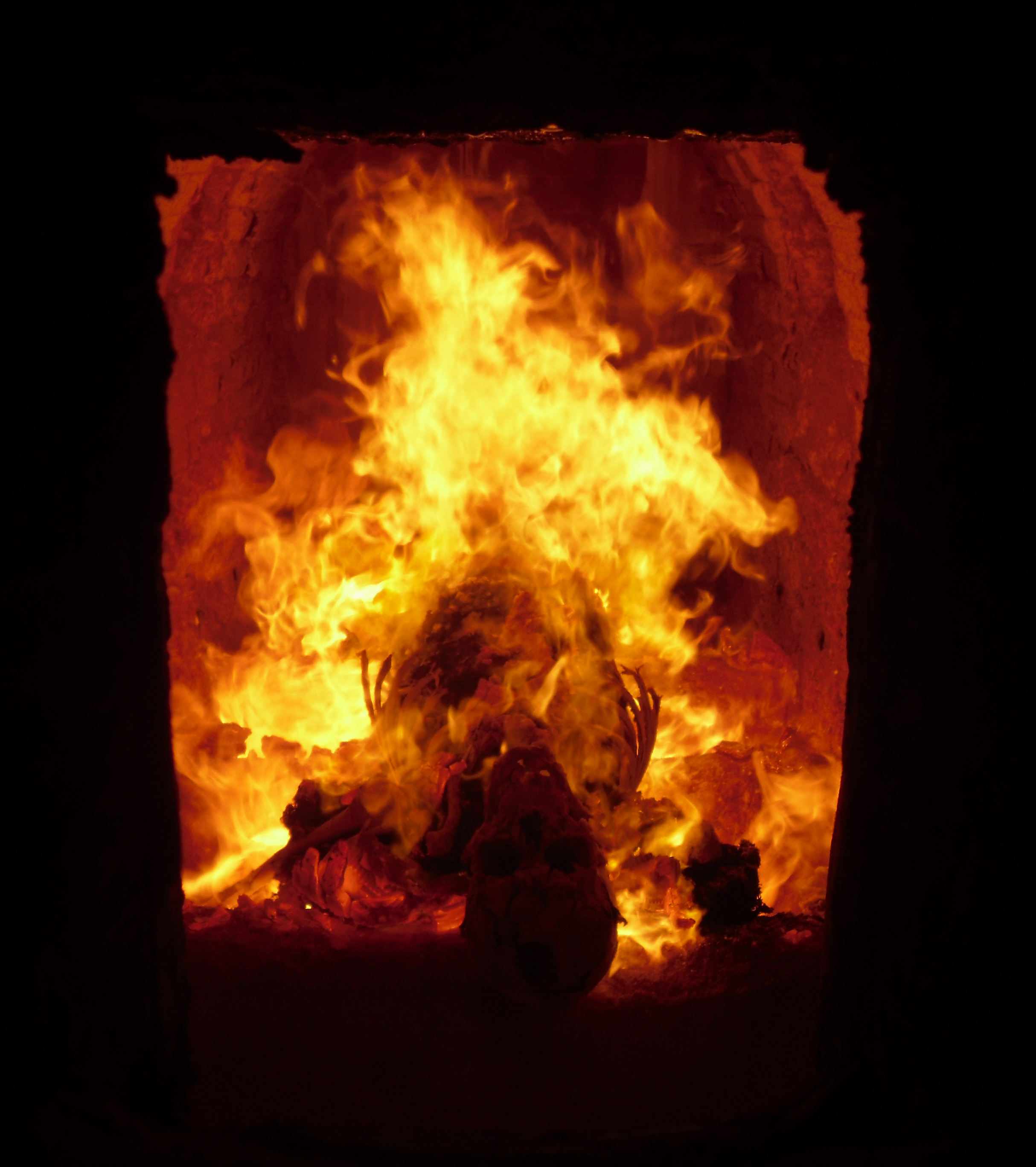
Incinerarea unui decedat

Incinerație (din franceză incinération) reprezintă unul dintre riturile funerare practicate de către comunitățile umane din toate timpurile și din majoritatea regiunilor geografice. Acest rit funerar consta în incinerarea (arderea) defuncților, resturile rezultate în urma arderii fiind îngropate, fie direct în groapa funerară, fie într-un recipient funerar, cunoscut sub denumirea de urnă funerară. Practica incinerației este atestată încă din preistorie (din paleoliticul superior) și pe tot parcursul protoistoriei și a celorlalte perioade istorice

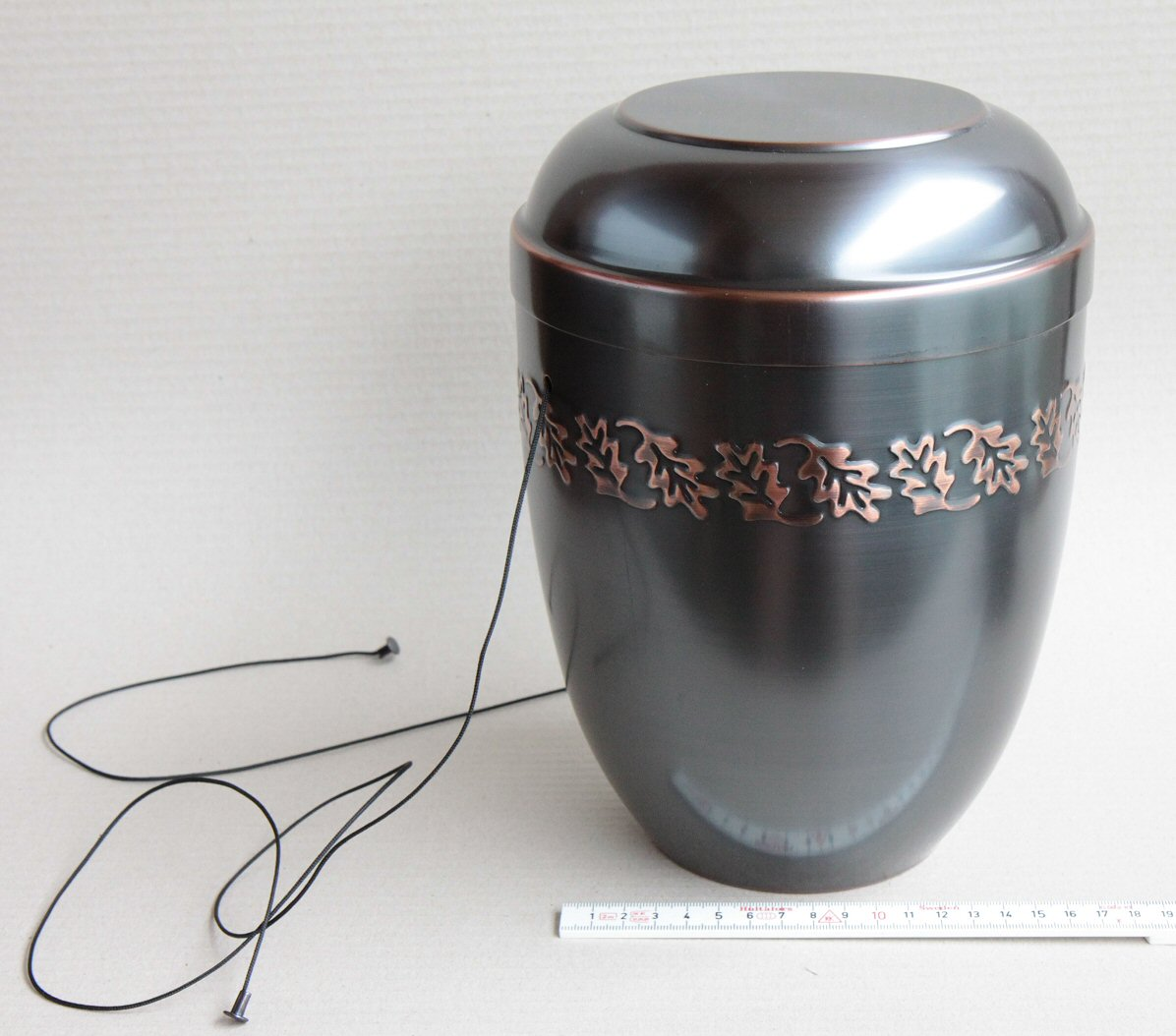
Urnă funerară, unde firele de ață sunt utilizate pentru a fi coborâtă în mormânt

## Cele mai vechi urme de incinerație
Arheologii au descoperit, în diferite părți ale lumii, vechi urme ale practicării incinerației, uneori urmată de înmormântarea cenușii, în așa-numite morminte de incinerație:
În peștera Sri Pada, din Sri Lanka, s-au descoperit trei fragmente de craniu ușor calcinate, datate 28.500 B.P., fără a se putea stabili cu exactitate dacă a fost o expunere accidentală la foc sau reprezintă un caz de incinerare deliberată.
La Mungo, în Australia, s-au identificat resturile cremate a doi indivizi, cu o vechime aproximată, inițial, la cca. 25.000 de ani, iar pe baza noilor analize, la aproximativ 17.000 B.P.
În Patagonia, Chile, la Cerro Sota, s-au identificat resturi osteologice umane cremate în asociere cu oase de animale, datate aproximativ 11000 B.P.
Tot în Chile, au fost descoperite morminte de incinerație la Pali Aike, încadrate în mileniul IX î.Ch.
La Mugharet El-Kebarah, Israel, au fost descoperite urme, considerate printre cele mai vechi incinerări.

## România
Majoritatea covârșitoare a românilor adoptă tradiția de a-și îngropa apropiații când trec în lumea celor drepți, în anul 2010 fiind înhumate 270.000 de persoane.
Aproape 1.000 de persoane sunt incinerate anual în singurul crematoriu funcțional din România - Crematoriul Vitan-Barzesti din București.
La jumătatea anului 2012, Patriarhia Română a anunțat că nu va oferi asistență religioasă enoriașilor care aleg incinerarea în locul înmormântării.
Această hotărâre a Sfântului Sinod Ortodox a actualizat o decizie din anul 1928, prin care credincioșii trebuiau să respecte înhumarea celor adormiți.